# Sailerkuppe
Die Sailerkuppe ist ein 1638 m ü. A. hoher Berg in der Obersteiermark, der zu den Gaaler Tauern gehört und in der Katastralgemeinde Sankt Johann am Tauern Sonnseite innerhalb der Gemeinde Pölstal liegt.
Die Sailerkuppe ist Teil eines Wildbacheinzugsgebiets und liegt dabei auf der Grenze der Wildbacheinzugsgebiete des Koinbachs (08/205) und des Riedlbachs (08/210).